# Partido judicial de Linares
El partido judicial de Linares es uno de los 85 partidos judiciales en los que se divide la comunidad autónoma de Andalucía y creado por Real Decreto en 1983, como número seis de los diez en que se divide la provincia de Jaén, en España.

## Ámbito geográfico
| Partido Judicial | Capital de partido | Municipios que comprende                         |
| ---------------- | ------------------ | ------------------------------------------------ |
| 6                | Linares            | Bailén, Jabalquinto, Linares y Torreblascopedro. |